# 岩村定高

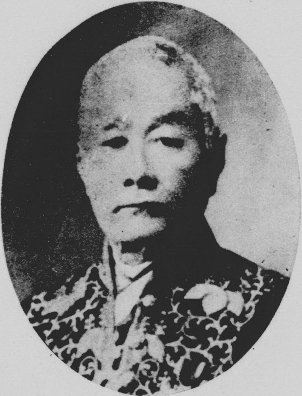
岩村定高

岩村 定高（いわむら さだたか、1828年（文政11年11月12日）- 1899年（明治32年）1月7日）は、明治期の官僚、政治家。三重県令、元老院議官、貴族院勅選議員、錦鶏間祗候。旧名・右近。

## 経歴
佐賀藩士の家に生まれる。
明治2年7月17日（1869年8月24日）佐賀藩権大参事に就任。同年7月23日（8月30日）明治政府に出仕し開拓御用掛となる。以後、開拓権判官、兼民部権大丞、山形県大参事、同県参事を歴任。
明治5年9月18日（1872年10月20日）三重県参事に転じた。1873年11月2日、三重県権令、1875年12月9日、三重県令に昇進。1876年4月18日、現在の三重県が成立し引き続き県令を務め、県政の基礎を確立することに尽力。同年12月、飯野郡（現在の松阪市）に端を発した地租改正反対一揆である伊勢暴動が起こり鎮圧した。また、1880年5月、通常県会に郡長・郡吏員増俸案を提出したが、県会で削減が可決された。岩村は原案執行を行い、財源を地租として徴収したため、県議30名が異議を唱え辞表を提出し帰郷した連袂辞職事件が起こった。
1884年7月10日、元老院議官に就任。1890年10月20日の廃止まで在任し非職となり、同日、錦鶏間祗候を仰せ付けられ、1891年4月21日、非職元元老院議官を依願免本官となる。同年4月15日、貴族院勅選議員に任じられ、死去するまで在任した。
愛知県犬山市にある「博物館 明治村」には、岩村定高の発案による洋風県庁舎が、現存する最古の県庁舎（旧三重県庁舎）として保管展示されている。（国の重要文化財）
明治12年(1879)に完成し、新庁舎建設に伴い昭和39年(1964)に解体され、「博物館 明治村」に昭和41年(1966)に移築復元された。
三重県庁舎は、間口が54mに及ぶ大きな建物で、玄関を軸に左右対称となっており、正面側に2層のベランダがめぐらされている。 中央に玄関と車寄を置き、前面にベランダをつけて左右対称とする構成は、明治9年（1876）に建てられた内務省庁舎にならったもので、明治初期の木造官庁舎の典型といえる。

## 栄典・授章・授賞
位階
- 1884年（明治17年）8月30日 - 従四位[7]
- 1886年（明治19年）10月20日 - 従三位[8]
- 1894年（明治27年）5月21日 - 正三位[9]

勲章等
- 1885年（明治18年）4月7日 - 勲三等旭日中綬章[10]
- 1889年（明治22年）11月25日 - 大日本帝国憲法発布記念章[11]
- 1899年（明治32年）1月6日 - 勲二等瑞宝章[12]